# Энен, Жюстин
Жюсти́н Эне́н (фр. Justine Henin; род. 1 июня 1982, Льеж, Бельгия) — бельгийская теннисистка; бывшая первая ракетка мира в одиночном разряде; семикратная победительница турниров Большого шлема в одиночном разряде; двукратная победительница итоговых турниров WTA (2006-07) в одиночном разряде; олимпийская чемпионка (2004) в одиночном разряде; победительница 45 турниров WTA (из них 43 — в одиночном разряде); обладательница Кубка Федерации (2001) в составе национальной сборной Бельгии; победительница одного юниорского турнира Большого шлема в одиночном разряде (Открытый чемпионат Франции-1997); бывшая шестая ракетка мира в юниорском одиночном рейтинге. Член Международного зала теннисной славы с 2016 года.

## Общая информация
Мать Жюстин, Франсуаза Розьер, умерла от рака, когда Жюстин было 12 лет. С началом профессиональной теннисной карьеры у Жюстин разладились отношения с остальными членами семьи: отцом, сестрой и братьями. Только в 2007 году, после автомобильной аварии, в которую попал её старший брат Давид, она помирилась с родными.
16 ноября 2002 года Жюстин вышла замуж за тренера по теннису Пьера-Ива Арденна (фр. Pierre-Yves Hardenne), но в январе 2007 года развелась с ним, из-за чего не смогла принять участие в открытом чемпионате Австралии. Во время замужества носила двойную фамилию Энен-Арденн.
Жюстин Энен ведёт активную благотворительную деятельность. В декабре 2003 года она создала благотворительный фонд «Les Vingt Coeurs de Justine» («Двадцать сердец Жюстин»; в названии также заключена игра слов: Vingt Coeurs звучит как Vainqueurs, то есть победители), целью которого провозглашалась помощь детям, больным раком. Её деятельность была отмечена наградой журнала «Family Circle» и компании «State Farm Insurance» в 2005 году. После своего первого ухода она была Послом доброй воли от Бельгии в ЮНИСЕФ.
В марте 2013 года у Жюстин и Бенуа Бертуццо родилась дочь Лали. В марте 2015 года пара оформила свои отношения. В мае 2017 года Жюстин стала мамой во второй раз. У теннисистки родился сын, которого назвали Виктором. После завершения теннисной карьеры она становится теннисным экспертом на телеканале Francetv, а затем и «Eurosport».

## Спортивная карьера

### Начало карьеры
Жюстин Энен играет в теннис с пяти лет. В 14 лет с ней начал работать тренер Карлос Родригес. Начиная с 1996 года, Жюстин завоевала ряд престижных юниорских титулов. Она победила на юниорском турнире высшей категории Orange Bowl в возрастной категории до 14 лет и на чемпионате Европы в этой же категории, а в 1997 году, в 15 лет, выиграла Открытый чемпионат Франции среди девушек, куда была допущена, получив уайлд-кард. В 15 лет и 2 месяца она стала самой молодой в истории чемпионкой Бельгии по теннису. Год она закончила на шестом месте в рейтинге среди девушек-юниоров. В 1997 году она также выиграла свои первые профессиональные турниры, проходившие в Ле-Туке (Франция) и Коксейде (Бельгия) под эгидой Международной федерации тенниса (ITF), а в 1998 году добавила в свою коллекцию ещё три одиночных и один парный титул того же уровня.
В 1999 году Жюстин была приглашена в национальную сборную на матч с командой Нидерландов. Она выиграла обе своих одиночных встречи, в том числе и у Мириам Ореманс, лидера сборной Нидерландов. Позже она впервые вышла в основную сетку Открытого чемпионата Франции, пробившись через квалификационный турнир, в первом раунде победила 60-ю ракетку мира Кристину Бранди, а затем проиграла Линдсей Дэвенпорт, на тот момент второй в мире. Этот результат позволил ей войти в первую сотню сильнейших теннисисток согласно рейтингу WTA. В 2000 году Дэвенпорт снова стала на пути Энен в четвёртом раунде Открытого чемпионата США, куда юная бельгийка попала, переиграв 14-ю ракетку мира Анну Курникову. В Кубке Федерации она приняла участие в полуфинальном матче Мировой группы против команды США, но проиграла Монике Селеш.

### В первой десятке
2001 год ознаменовал настоящий прорыв в карьере Энен. Она начала его с двух побед подряд на турнирах WTA в Австралии, причём в Канберре на пути к титулу последовательно победила четырёх сеяных соперниц, не потеряв ни одного сета. На Открытом чемпионате Германии, турнире I категории, она добралась до полуфинала, победив по пути вторую ракетку мира Винус Уильямс, после чего вошла в первую десятку рейтинга. Сразу после этого она вышла в полуфинал на Открытом чемпионате Франции в одиночном разряде, где проиграла соотечественнице Ким Клейстерс, и в паре с Еленой Татарковой, с которой они победили две из первых восьми сеяных пар перед тем, как проиграть Вирхинии Руано и Паоле Суарес. В июне она взяла реванш у Клейстерс в финале турнира в Хертогенбосе, а затем пробилась в финал Уимблдонского турнира, где на этот раз проиграла Винус Уильямс. До конца года она ещё дважды доходила до финала турниров WTA, после чего, находясь на шестом месте в рейтинге, приняла участие в Sanex Championships — итоговом турнире WTA-тура, в четвертьфинале проиграв Серене Уильямс. Завершила год она победой в Кубке Федерации, где выиграла все четыре своих игры в составе сборной, в том числе в финале над Надеждой Петровой.
За 2002 год Энен, уверенно сохранявшая место в десятке сильнейших, шесть раз побывала в финалах турниров WTA в одиночном разряде, выиграв два из них. По пути к победе в Берлине она обыграла вторую ракетку мира, Дженнифер Каприати. Однако первая позиция в рейтинге пока оставалась для неё недоступна: за год она семь раз встречалась с сёстрами Уильямс, на тот момент лидерами женского тенниса, и проиграла шесть из семи матчей, в том числе против Винус в полуфинале Уимблдонского турнира. В конце сезона, в её втором подряд итоговом турнире года, она в четвертьфинале уступила Клейстерс. Хорошо Энен выступала и в парах, выиграв за сезон два турнира WTA с Меганн Шонесси и Еленой Бовиной, но относительно редкие выступления в парном разряде не позволили ей занять высокое место в рейтинге.

### Пик карьеры
В 2003 году, сосредоточившись на игре в одиночном разряде, Энен-Арденн (выступавшая теперь под двойной фамилией) сначала дошла до полуфинала Открытого чемпионата Австралии, где её в очередной раз остановила Винус Уильямс, а затем выиграла с февраля по май три турнира WTA, в том числе турнир I категории в Чарлстоне, где в финале победила Серену Уильямс, на тот момент первую ракетку мира, и второй раз подряд Открытый чемпионат Германии, победив в финале Клейстерс. Вслед за этим последовала первая победа на турнире Большого шлема: на Открытом чемпионате Франции посеянная четвёртой Энен-Арденн последовательно обыграла в полуфинале и финале двух лидеров рейтинга, Серену Уильямс и Клейстерс. Полуфинальная победа над Уильямс, однако, была отмечена скандалом. При счёте 4-2, 30-0 на подаче Уильямс в третьем, решающем сете Энен-Арденн подняла руку, сигнализируя, что не готова к приёму мяча, и Уильямс отправила подачу в сетку, рассчитывая, что ей дадут возможность её повторить. Однако судья не заметил поднятой руки Энен-Арденн, а та после обращения американки к рефери заявила, что не делала этого жеста. Раздосадованная Уильямс проиграла гейм, а затем сет и матч, после игры обвинив Энен-Арденн в мошенничестве. Та признала свой поступок неспортивным только в 2011 году.
Спустя месяц на Уимблдоне Серена Уильямс отомстила обидчице, остановив её в полуфинале, но затем на Открытом чемпионате США Энен-Арденн завершила серию из трёх выигранных турниров подряд, завоевав второй титул за сезон в турнирах Большого шлема. В финале ей снова противостояла Клейстерс, занимавшая первую строчку в рейтинге, а сама Жюстин после этой победы поднялась на вторую позицию. В конце года на итоговом турнире WTA она уступила в полуфинале Амели Моресмо, шестой в мире. Этот результат и предшествовавшие ему финалы в Лейпциге, Фильдерштадте и Цюрихе позволили ей в конце года подняться наконец на первую строчку в рейтинге, а всего за год она участвовала в 11 финалах и выиграла восемь из них. По итогам сезона она была признана спортсменкой года в Бельгии. В феврале следующего года они с Клейстерс были произведены королём Альбертом II в кавалеры Большого креста ордена Короны.
В начале 2004 года Энен-Арденн выиграла четыре турнира, в том числе Открытый чемпионат Австралии, но затем вынуждена была сняться с турниров в Чарлстоне (из-за гипогликемии) и Берлине (по болезни, вызванной цитомегаловирусом). Попытка вернуться к Открытому чемпионату Франции обернулась поражением уже во втором раунде, что стало поражением на самом раннем этапе для первой ракетки турнира с 1925 года. В результате Жюстин пропустила также ряд летних турниров и впервые с мая вернулась на корт только на Олимпиаде в Афинах, переиграв в полуфинале Анастасию Мыскину, а в матче за «золото» — Моресмо. После поражения от Надежды Петровой в четвёртом раунде Открытого чемпионата США она впервые за 45 недель потеряла первое место в рейтинге, спустившись на четвёртую позицию, и пропустила остаток сезона, продолжая бороться с вирусом. Несмотря на большей частью пропущенный сезон, свежеиспечённая олимпийская чемпионка стала во второй раз подряд спортсменкой года в Бельгии.
2005 год начался для Энен-Арденн с травмы колена, и в результате она начала сезон только в марте, находясь на сороковом месте в рейтинге. Тем не менее она выиграла четыре из пяти первых турниров после возвращения, в том числе и Открытый чемпионат Франции, победив за это время восемь соперниц, представлявших первую десятку рейтинга, включая действующую первую ракетку мира Линдсей Дэвенпорт в четвертьфинале в Чарлстоне. Эта серия из 24 побед стала четвёртой в истории женского тенниса беспроигрышной серией матчей в грунтовом сезоне, заканчивающемся Открытым чемпионатом Франции (до Энен-Арденн такого успеха добивались Крис Эверт, Штеффи Граф и Моника Селеш). Вторая половина сезона прошла неудачно из-за травмы связок и включала поражение в первом же раунде на Уимблдоне и в четвёртом раунде на Открытом чемпионате США. За всю осень Энен-Арденн провела только одну игру, но закончила сезон в десятке сильнейших. В этом году она открыла свою теннисную академию «Шестое чувство» в Лимелетте, районе брабантской коммуны Оттиньи-Лувен-ла-Нёв.
В 2006 году Жюстин Энен-Арденн наконец смогла провести весь сезон без травм и болезней. Она побывала в финалах всех четырёх турниров Большого шлема, победив в третий раз за карьеру во Франции (в остальных финалах дважды уступила Моресмо и один раз Марии Шараповой), и завоевала первый в карьере титул на итоговом турнире сезона, обыграв в финале Моресмо. Завершила год она в финале Кубка Федерации, где выиграла обе личных встречи, но не смогла доиграть из-за травмы решающую парную, что и стало причиной неудачного итога всей матчевой встречи. После победы в итоговом турнире года Жюстин вернулась на первое место в рейтинге, а в Бельгии в третий раз была избрана спортсменкой года.
| раунд      | Открытый чемпионат Австралии | Открытый чемпионат Австралии | Открытый чемпионат Франции | Открытый чемпионат Франции | Уимблдонский турнир | Уимблдонский турнир | Открытый чемпионат США | Открытый чемпионат США |
| раунд      | Соперница                    | Счёт                         | Соперница                  | Счёт                       | Соперница           | Счёт                | Соперница              | Счёт                   |
| ---------- | ---------------------------- | ---------------------------- | -------------------------- | -------------------------- | ------------------- | ------------------- | ---------------------- | ---------------------- |
| 1-й раунд  | Марта Домаховская            | 6-2, 6-1                     | Марет Ани                  | 6-3, 6-0                   | Мэн Юань            | 6-0, 6-1            | Мария Елена Камерин    | 6-2, 6-1               |
| 2-й раунд  | Гана Шромова                 | 7-6(2), 6-1                  | Анастасия Екимова          | 6-2, 7-5                   | Екатерина Бычкова   | 6-1, 6-2            | Ваня Кинг              | 6-1, 6-2               |
| 3-й раунд  | Виржини Раззано              | 6-4, 6-1                     | Татьяна Гарбин             | 6-4, 6-0                   | Анна Чакветадзе     | 6-2, 6-3            | Ай Сугияма             | 4-6, 6-1, 6-0          |
| 4-й раунд  | Вирхиния Руано-Паскуаль      | 6-0, 6-3                     | Анастасия Мыскина          | 6-1, 6-4                   | Даниэла Гантухова   | 6-3, 6-1            | Шахар Пеер             | 6-1, 6-0               |
| 1/4 финала | Линдсей Дэвенпорт            | 2-6, 6-2, 6-3                | Анна-Лена Грёнефельд       | 7-5, 6-2                   | Северин Бельтрам    | 6-4, 6-4            | Линдсей Дэвенпорт      | 6-4, 6-4               |
| 1/2 финала | Мария Шарапова               | 4-6, 6-1, 6-4                | Ким Клейстерс              | 6-3, 6-2                   | Ким Клейстерс       | 6-4, 7-6(4)         | Елена Янкович          | 4-6, 6-4, 6-0          |
| Финал      | Амели Моресмо                | 1-6, 0-2 отказ               | Светлана Кузнецова         | 6-4, 6-4                   | Амели Моресмо       | 6-2, 3-6, 4-6       | Мария Шарапова         | 4-6, 4-6               |

За 2007 год Жюстин Энен выиграла десять турниров из четырнадцати, в которых приняла участие. Пропустив Открытый чемпионат Австралии по семейным обстоятельствам, она в четвёртый раз за карьеру выиграла Открытый чемпионат Франции и во второй раз Открытый чемпионат США, а на Уимблдоне дошла до полуфинала. Кроме того, она победила в Дубае, Дохе, Варшаве, Истборне, Торонто, Штутгарте, Цюрихе и, во второй раз в карьере, в итоговом турнире сезона в Мадриде, а в Майами вышла в финал. В итоге Энен стала первой теннисисткой за историю WTA-тура, за год заработавшей свыше пяти миллионов призовых. Её общий результат за год, 63 победы при четырёх поражениях (94 % побед), был вторым за историю тура после 97,7 % побед у Штеффи Граф в 1989 году. Энен была признана спортсменкой года в Бельгии в четвёртый раз за пять лет, а также спортсменкой года в мире.

### Уход и попытка вернуться
С января по май 2008 года Жюстин Энен провела 20 матчей, выиграв 16 и добавив к своему списку титулов сороковое и сорок первое звание. Однако в начале мая она была вынуждена прервать участие в Открытом чемпионате Германии из-за хронической усталости. 14 мая 2008 года в Брюсселе Энен неожиданно объявила о прекращении спортивной карьеры. Впервые в истории тенниса с корта ушла первая ракетка мира. В качестве прекращения карьеры Энен назвала потерю мотивации и общую усталость, как физическую, так и психологическую; возможно также, что на неё повлиял аналогичный уход Ким Клейстерс за год до этого.
Немногим больше года спустя, 22 сентября 2009 года, Энен объявила о возвращении в теннис. Одним из мотивов своего возвращения Энен назвала победу Роджера Федерера на Ролан Гаррос-2009 и оформление карьерного Большого шлема. Энен для достижения этого нужно выиграть Уимблдон, о чём и заявил её неизменный тренер Карлос Родригес и подчеркнул приоритетность этой задачи.
В выставочных турнирах перед официальным возвращением Жюстин последовательно обыграла Кирстен Флипкенс, Флавию Пеннетту и Надежду Петрову.
В первых после возвращения турнирах Энен дважды дошла до финала, в Брисбене уступив также недавно вернувшейся в спорт Ким Клейстерс, а на Открытом чемпионате Австралии — Серене Уильямс. В своём первом премьер-турнире сезона, в Индиан-Уэлс, она, напротив, выбыла из борьбы уже во втором раунде, проиграв Хиселе Дулко из Аргентины. В марте в Майами она переиграла в четвертьфинале вторую ракетку мира Каролину Возняцки, а в апреле в Штутгарте и в июне в Хертогенбосе выиграла первые два официальных турнира после возвращения. На Уимблдоне, где она была посеяна семнадцатой, она в четвёртом раунде во второй раз за сезон проиграла Клейстерс, после чего из-за травмы локтя больше до конца сезона не играла, закончив год на 12-й позиции в рейтинге. По итогам сезона она была удостоена награды WTA в категории «Возвращение года».
В начале 2011 года, оправившись от травмы локтя, Жюстин сделала очередную попытку вернуться. Старт сезона пришёлся на пертский Кубок Хопмана. Бельгийка выиграла все свои матчи в одиночном разряде, обыграв, среди прочих, Ану Иванович. На Открытом чемпионате Австралии бельгийка дошла до третьего раунда, где проиграла Светлане Кузнецовой. По ходу австралийской серии Энен вновь стали донимать проблемы с локтем. После ряда медицинских тестов Жюстин приняла решение не рисковать своим здоровьем и завершить карьеру.
В 2016 году имя Энен было включено в списки Международного зала теннисной славы, в котором она стала первой представительницей бельгийского тенниса.

## Итоговое место в рейтинге WTA по годам
| Год  | Одиночный рейтинг | Парный рейтинг |
| 2010 | 12                |                |
| 2007 | 1                 |                |
| 2006 | 1                 |                |
| 2005 | 6                 |                |
| 2004 | 8                 |                |
| 2003 | 1                 |                |
| 2002 | 5                 | 43             |
| 2001 | 7                 | 46             |
| 2000 | 48                |                |
| 1999 | 69                | 260            |
| 1998 | 226               | 377            |

## Выступления на турнирах

### Финалы турниров Большого шлема в одиночном разряде (12)

#### Победы (7)
| №  | Год  | Турнир                         | Покрытие | Соперница в финале | Счёт        |
| 1. | 2003 | Открытый чемпионат Франции     | Грунт    | Ким Клейстерс      | 6-0 6-4     |
| 2. | 2003 | Открытый чемпионат США         | Хард     | Ким Клейстерс      | 7-5 6-1     |
| 3. | 2004 | Открытый чемпионат Австралии   | Хард     | Ким Клейстерс      | 6-3 4-6 6-3 |
| 4. | 2005 | Открытый чемпионат Франции (2) | Грунт    | Мэри Пирс          | 6-1 6-1     |
| 5. | 2006 | Открытый чемпионат Франции (3) | Грунт    | Светлана Кузнецова | 6-4 6-4     |
| 6. | 2007 | Открытый чемпионат Франции (4) | Грунт    | Ана Иванович       | 6-1 6-2     |
| 7. | 2007 | Открытый чемпионат США (2)     | Хард     | Светлана Кузнецова | 6-1 6-3     |

#### Поражения (5)
| №  | Год  | Турнир                           | Покрытие | Соперница в финале | Счёт            |
| 1. | 2001 | Уимблдон                         | Трава    | Винус Уильямс      | 1-6 6-3 0-6     |
| 2. | 2006 | Открытый чемпионат Австралии     | Хард     | Амели Моресмо      | 1-6 0-2 — отказ |
| 3. | 2006 | Уимблдон (2)                     | Трава    | Амели Моресмо      | 6-2 3-6 4-6     |
| 4. | 2006 | Открытый чемпионат США           | Хард     | Мария Шарапова     | 4-6 4-6         |
| 5. | 2010 | Открытый чемпионат Австралии (2) | Хард     | Серена Уильямс     | 4-6 6-3 2-6     |

### Финалы Итоговых турнировWTAв одиночном разряде (2)

#### Победы (2)
| №  | Год  | Турнир          | Покрытие   | Соперница в финале | Счёт        |
| 1. | 2006 | Мадрид, Испания | Хард (зал) | Амели Моресмо      | 6-4 6-3     |
| 2. | 2007 | Мадрид, Испания | Хард (зал) | Мария Шарапова     | 5-7 7-5 6-3 |

### Финалы Олимпийских турниров в одиночном разряде (1)

#### Победы (1)
| №  | Год  | Турнир        | Покрытие | Соперница в финале | Счет    |
| 1. | 2004 | Афины, Греция | Хард     | Амели Моресмо      | 6-3 6-3 |

### Финалы турнировWTAв одиночном разряде (61)

#### Победы (43)
| Легенда: До 2009 года       | Легенда: С 2009 года  |
| --------------------------- | --------------------- |
| Турниры Большого шлема (7)* |                       |
| Олимпиада (1)               |                       |
| Итоговый турнир WTA (2)     |                       |
| 1-я категория (10+1)        | Premier Mandatory (0) |
| 2-я категория (17)          | Premier 5 (0)         |
| 3-я категория (3+1)         | Premier (1)           |
| 4-я категория (1)           | International (1)     |
| 5-я категория (0)           | International (1)     |

| Титулы по покрытиям | Титулы по месту проведения матчей турнира |
| ------------------- | ----------------------------------------- |
| Хард (25+1)*        | Зал (7+2)                                 |
| Грунт (13)          | Зал (7+2)                                 |
| Трава (4)           | Открытый воздух (35+1)                    |
| Ковёр (1+1)         | Открытый воздух (35+1)                    |

* количество побед в одиночном разряде + количество побед в парном разряде.
| №   | Дата            | Турнир                         | Покрытие    | Соперница в финале   | Счёт              |
| 1.  | 16 мая 1999     | Антверпен, Бельгия             | Грунт       | Сара Питковски       | 6-2 6-1           |
| 2.  | 7 января 2001   | Голд-Кост, Австралия           | Хард        | Сильвия Фарина Элия  | 7-6(5) 6-4        |
| 3.  | 14 января 2001  | Канберра, Австралия            | Хард        | Сандрин Тестю        | 6-2 6-2           |
| 4.  | 23 июня 2001    | Хертогенбос, Нидерланды        | Трава       | Ким Клейстерс        | 6-4 3-6 6-3       |
| 5.  | 12 мая 2002     | Берлин, Германия               | Грунт       | Серена Уильямс       | 6-2 1-6 7-6(5)    |
| 6.  | 27 октября 2002 | Линц, Австрия                  | Ковёр       | Александра Стивенсон | 6-3 6-0           |
| 7.  | 22 февраля 2003 | Дубай, ОАЭ                     | Хард        | Моника Селеш         | 4-6 7-6(4) 7-5    |
| 8.  | 13 апреля 2003  | Чарлстон, США                  | Грунт       | Серена Уильямс       | 6-3 6-4           |
| 9.  | 11 мая 2003     | Берлин, Германия               | Грунт       | Ким Клейстерс        | 6-4 4-6 7-5       |
| 10. | 7 июня 2003     | Открытый чемпионат Франции     | Грунт       | Ким Клейстерс        | 6-0 6-4           |
| 11. | 3 августа 2003  | Сан-Диего, США                 | Хард        | Ким Клейстерс        | 3-6 6-2 6-3       |
| 12. | 17 августа 2003 | Торонто, Канада                | Хард        | Лина Красноруцкая    | 6-1 6-0           |
| 13. | 7 сентября 2003 | Открытый чемпионат США         | Хард        | Ким Клейстерс        | 7-5 6-1           |
| 14. | 19 октября 2003 | Цюрих, Швейцария               | Хард (зал)  | Елена Докич          | 6-0 6-4           |
| 15. | 17 января 2004  | Сидней, Австралия              | Хард        | Амели Моресмо        | 6-4 6-4           |
| 16. | 1 февраля 2004  | Открытый чемпионат Австралии   | Хард        | Ким Клейстерс        | 6-3 4-6 6-3       |
| 17. | 28 февраля 2004 | Дубай, ОАЭ (2)                 | Хард        | Светлана Кузнецова   | 7-6(3) 6-3        |
| 18. | 21 марта 2004   | Индиан-Уэлс, США               | Хард        | Линдсей Дэвенпорт    | 6-1 6-4           |
| 19. | 22 августа 2004 | Олимпиада                      | Хард        | Амели Моресмо        | 6-3 6-3           |
| 20. | 17 апреля 2005  | Чарлстон, США (2)              | Грунт       | Елена Дементьева     | 7-5 6-4           |
| 21. | 1 мая 2005      | Варшава, Польша                | Грунт       | Светлана Кузнецова   | 3-6 6-2 7-5       |
| 22. | 8 мая 2005      | Берлин, Германия (2)           | Грунт       | Надежда Петрова      | 6-3 4-6 6-3       |
| 23. | 4 июня 2005     | Открытый чемпионат Франции (2) | Грунт       | Мэри Пирс            | 6-1 6-1           |
| 24. | 13 января 2006  | Сидней, Австралия (2)          | Хард        | Франческа Скьявоне   | 4-6 7-5 7-5       |
| 25. | 25 февраля 2006 | Дубай, ОАЭ (3)                 | Хард        | Мария Шарапова       | 7-5 6-2           |
| 26. | 10 июня 2006    | Открытый чемпионат Франции (3) | Грунт       | Светлана Кузнецова   | 6-4 6-4           |
| 27. | 24 июня 2006    | Истборн, Великобритания        | Трава       | Анастасия Мыскина    | 4-6 6-1 7-6(5)    |
| 28. | 26 августа 2006 | Нью-Хейвен, США                | Хард        | Линдсей Дэвенпорт    | 6-0 1-0 — отказ   |
| 29. | 12 ноября 2006  | Итоговый чемпионат             | Хард (зал)  | Амели Моресмо        | 6-4 6-3           |
| 30. | 24 февраля 2007 | Дубай, ОАЭ (4)                 | Хард        | Амели Моресмо        | 6-4 7-5           |
| 31. | 3 марта 2007    | Доха, Катар                    | Хард        | Светлана Кузнецова   | 6-4 6-2           |
| 32. | 6 мая 2007      | Варшава, Польша (2)            | Грунт       | Алёна Бондаренко     | 6-1 6-3           |
| 33. | 9 июня 2007     | Открытый чемпионат Франции (4) | Грунт       | Ана Иванович         | 6-1 6-2           |
| 34. | 23 июня 2007    | Истборн, Великобритания (2)    | Трава       | Амели Моресмо        | 7-5 6-7(4) 7-6(2) |
| 35. | 19 августа 2007 | Торонто, Канада (2)            | Хард        | Елена Янкович        | 7-6(3) 7-5        |
| 36. | 8 сентября 2007 | Открытый чемпионат США (2)     | Хард        | Светлана Кузнецова   | 6-1 6-3           |
| 37. | 7 октября 2007  | Штутгарт, Германия             | Хард (зал)  | Татьяна Головин      | 2-6 6-2 6-1       |
| 38. | 21 октября 2007 | Цюрих, Швейцария (2)           | Хард (зал)  | Татьяна Головин      | 6-4 6-4           |
| 39. | 11 ноября 2007  | Итоговый чемпионат (2)         | Хард (зал)  | Мария Шарапова       | 5-7 7-5 6-3       |
| 40. | 11 января 2008  | Сидней, Австралия (3)          | Хард        | Светлана Кузнецова   | 4-6 6-2 6-4       |
| 41. | 17 февраля 2008 | Антверпен, Бельгия             | Хард (зал)  | Карин Кнапп          | 6-3 6-3           |
| 42. | 2 мая 2010      | Штутгарт, Германия (2)         | Грунт (зал) | Саманта Стосур       | 6-4 2-6 6-1       |
| 43. | 19 июня 2010    | Хертогенбос, Нидерланды (2)    | Трава       | Андреа Петкович      | 3-6 6-3 6-4       |

#### Поражения (18)
| №   | Дата             | Турнир                           | Покрытие    | Соперница в финале | Счёт               |
| 1.  | 8 июля 2001      | Уимблдон                         | Трава       | Винус Уильямс      | 1-6 6-3 0-6        |
| 2.  | 16 сентября 2001 | Ваиколоа-Виллидж, США            | Хард        | Сандрин Тестю      | 3-6 0-2 — отказ    |
| 3.  | 14 октября 2001  | Фильдерштадт, Германия           | Хард (зал)  | Линдсей Дэвенпорт  | 5-7 4-6            |
| 4.  | 6 января 2002    | Голд-Кост, Австралия             | Хард        | Винус Уильямс      | 5-7 2-6            |
| 5.  | 17 февраля 2002  | Антверпен, Бельгия               | Ковёр       | Винус Уильямс      | 3-6 7-5 3-6        |
| 6.  | 14 апреля 2002   | Амелия-Айленд, США               | Грунт       | Винус Уильямс      | 6-2 5-7 6-7(5)     |
| 7.  | 19 мая 2002      | Рим, Италия                      | Грунт       | Серена Уильямс     | 6-7(6) 4-6         |
| 8.  | 21 июня 2003     | Хертогенбос, Нидерланды          | Трава       | Ким Клейстерс      | 7-6(4) 0-3 — отказ |
| 9.  | 28 сентября 2003 | Лейпциг, Германия                | Ковёр (зал) | Анастасия Мыскина  | 6-3 3-6 3-6        |
| 10. | 12 октября 2003  | Фильдерштадт, Германия (2)       | Хард (зал)  | Ким Клейстерс      | 7-5 4-6 2-6        |
| 11. | 21 августа 2005  | Торонто, Канада                  | Хард        | Ким Клейстерс      | 5-7 1-6            |
| 12. | 28 января 2006   | Открытый чемпионат Австралии     | Хард        | Амели Моресмо      | 1-6 0-2 — отказ    |
| 13. | 14 мая 2006      | Берлин, Германия                 | Грунт       | Надежда Петрова    | 6-4 4-6 5-7        |
| 14. | 8 июля 2006      | Уимблдон                         | Трава       | Амели Моресмо      | 6-2 3-6 4-6        |
| 15. | 9 сентября 2006  | Открытый чемпионат США           | Хард        | Мария Шарапова     | 4-6 4-6            |
| 16. | 3 апреля 2007    | Майами, США                      | Хард        | Серена Уильямс     | 6-0 5-7 3-6        |
| 17. | 9 января 2010    | Брисбен, Австралия (2)           | Хард        | Ким Клейстерс      | 3-6 6-4 6-7(6)     |
| 18. | 30 января 2010   | Открытый чемпионат Австралии (2) | Хард        | Серена Уильямс     | 4-6 6-3 2-6        |

### Финалы турнировITFв одиночном разряде (7)

#### Победы (7)
| Легенда:          |
| ----------------- |
| 100.000 USD (0)   |
| 75.000 USD (0+1)* |
| 50.000 USD (1)    |
| 25.000 USD (3+1)  |
| 10.000 USD (3)    |

| Титулы по покрытиям | Титулы по месту проведения матчей турнира |
| ------------------- | ----------------------------------------- |
| Хард (2+2)*         | Зал (1+1)                                 |
| Грунт (5)           | Зал (1+1)                                 |
| Трава (0)           | Открытый воздух (6+1)                     |
| Ковёр (0)           | Открытый воздух (6+1)                     |

* количество побед в одиночном разряде + количество побед в парном разряде.
| №  | Дата            | Турнир                     | Покрытие    | Соперница в финале | Счёт            |
| 1. | 18 мая 1997     | Ле-Туке-Пари-Плаж, Франция | Грунт       | Камилла Кремер     | 6-2 6-3         |
| 2. | 17 августа 1997 | Коксейде, Бельгия          | Грунт       | Ноэлия Серра       | 6-3 7-6(4)      |
| 3. | 26 апреля 1998  | Желос, Франция             | Грунт       | Орели Веди         | 6-0 6-0         |
| 4. | 17 мая 1998     | Гринлиф, США               | Хард        | Джейн Чи           | 6-2 6-3         |
| 5. | 15 ноября 1998  | Рамат-ха-Шарон, Израиль    | Хард        | Патриция Вартуш    | 6-2 6-4         |
| 6. | 21 марта 1999   | Реймс, Франция             | Грунт (зал) | Ким Клейстерс      | 6-4 6-4         |
| 7. | 30 июня 2000    | Льеж, Бельгия              | Грунт       | Барбара Риттнер    | 6-0 3-1 — отказ |

### Финалы турнировWTAв парном разряде (3)

#### Победы (2)
| №  | Дата            | Турнир               | Покрытие    | Партнёрша      | Соперницы в финале          | Счёт       |
| 1. | 6 января 2002   | Голд-Кост, Австралия | Хард        | Меганн Шонесси | Мириам Ореманс Оса Свенссон | 6-1 7-6(6) |
| 2. | 20 октября 2002 | Цюрих, Швейцария     | Ковёр (зал) | Елена Бовина   | Елена Докич Надежда Петрова | 6-2 7-6(2) |

#### Поражения (1)
| №  | Дата            | Турнир                 | Покрытие   | Партнёрша      | Соперницы в финале              | Счёт           |
| 1. | 14 октября 2001 | Фильдерштадт, Германия | Хард (зал) | Меганн Шонесси | Линдсей Дэвенпорт Лайза Реймонд | 4-6 7-6(4) 5-7 |

### Финалы турнировITFв парном разряде (3)

#### Победы (2)
| №  | Дата            | Турнир                  | Покрытие   | Партнёрша       | Соперницы в финале           | Счёт    |
| 1. | 15 ноября 1998  | Рамат-ха-Шарон, Израиль | Хард       | Ким Клейстерс   | Ольга Глущенко Татьяна Пучек | 6-2 6-0 |
| 2. | 10 декабря 2000 | Сержи-Понтуаз, Франция  | Хард (зал) | Виржини Раззано | Мая Матевжич Королин Шнайдер | 6-2 6-4 |

#### Поражения (1)
| №  | Дата           | Турнир         | Покрытие | Партнёр    | Соперницы в финале              | Счёт           |
| 1. | 26 апреля 1998 | Желос, Франция | Грунт    | Орели Веди | Иветта Бастинг Эммануэль Куруше | 6-0 6-7(6) 5-7 |

### Финалы командных турниров (3)

#### Победы (1)
| №  | Год  | Турнир          | Команда                                       | Соперник в финале                         | Счёт |
| 1. | 2001 | Кубок Федерации | Бельгия Ж.Энен,К.Клейстерс,Э.Калленс,Л.Куртуа | Россия Н.Петрова,Е.Дементьева,Е.Лиховцева | 2-1  |

#### Поражения (2)
| №  | Год  | Турнир          | Команда                       | Соперник в финале                                  | Счёт |
| 1. | 2006 | Кубок Федерации | Бельгия К.Флипкенс,Ж.Энен     | Италия Ф.Скьявоне,Ф.Пеннетта,М.Сантанджело,Р.Винчи | 2-3  |
| 2. | 2011 | Кубок Хопмана   | Бельгия · Ж.Энен,Р.Бемельманс | США · Б.Маттек-Сандс, Дж. Изнер                    | 1-2  |

## История выступлений на турнирах
| Турнир                                | 1999          | 2000          | 2001          | 2002          | 2003          | 2004          | 2005          | 2006          | 2007          | 2008          | 2010  | 2011  | Итог   | В/П за карьеру |
| ------------------------------------- | ------------- | ------------- | ------------- | ------------- | ------------- | ------------- | ------------- | ------------- | ------------- | ------------- | ----- | ----- | ------ | -------------- |
| Турниры Большого шлема                |               |               |               |               |               |               |               |               |               |               |       |       |        |                |
| Открытый чемпионат Австралии          | -             | 2Р            | 4Р            | 1/4           | 1/2           | П             | -             | Ф             | -             | 1/4           | Ф     | 3Р    | 1 / 9  | 38-8           |
| Открытый чемпионат Франции            | 2Р            | -             | 1/2           | 1Р            | П             | 2Р            | П             | П             | П             | -             | 4Р    | -     | 4 / 9  | 41-5           |
| Уимблдонский турнир                   | -             | 1Р            | Ф             | 1/2           | 1/2           | -             | 1Р            | Ф             | 1/2           | -             | 4Р    | -     | 0 / 8  | 30-8           |
| Открытый чемпионат США                | 1Р            | 4Р            | 4Р            | 4Р            | П             | 4Р            | 4Р            | Ф             | П             | -             | -     | -     | 2 / 9  | 35-7           |
| Итог                                  | 0 / 2         | 0 / 3         | 0 / 4         | 0 / 4         | 2 / 4         | 1 / 3         | 1 / 3         | 1 / 4         | 2 / 3         | 0 / 1         | 0 / 3 | 0 / 1 | 7 / 35 |                |
| В/П в сезоне                          | 4-2           | 4-3           | 17-4          | 12-4          | 24-2          | 11-2          | 10-2          | 25-3          | 19-1          | 4-1           | 13-3  | 2-1   |        | 145-28         |
| Олимпийские игры                      |               |               |               |               |               |               |               |               |               |               |       |       |        |                |
| Летняя Олимпиада                      | НП            | -             | не проводился | не проводился | не проводился | П             | не проводился | не проводился | не проводился | -             | НП    | НП    | 1 / 1  | 6-0            |
| Итоговые турниры                      |               |               |               |               |               |               |               |               |               |               |       |       |        |                |
| Итоговый турнир WTA                   | -             | -             | 1/4           | 1/4           | 1/2           | -             | -             | П             | П             | -             | -     | -     | 2 / 5  | 13-5           |
| Турниры WTA Premier Mandatory         |               |               |               |               |               |               |               |               |               |               |       |       |        |                |
| Индиан-Уэлс                           | -             | -             | 3Р            | 4Р            | -             | П             | -             | 1/2           | -             | -             | 2Р    | -     | 1 / 5  | 14-4           |
| Майами                                | -             | -             | 3Р            | 2Р            | 1/4           | -             | 1/4           | 2Р            | Ф             | 1/4           | 1/2   | -     | 0 / 8  | 20-8           |
| Мадрид                                | Не проводился | Не проводился | Не проводился | Не проводился | Не проводился | Не проводился | Не проводился | Не проводился | Не проводился | Не проводился | 1Р    | -     | 0 / 1  | 0-1            |
| Турниры WTA Premier 5                 |               |               |               |               |               |               |               |               |               |               |       |       |        |                |
| Рим                                   | -             | -             | -             | Ф             | -             | -             | -             | -             | -             | -             | -     | -     | 0 / 1  | 4-1            |
| Монреаль / Торонто                    | -             | 2Р            | 1/4           | 1/4           | П             | -             | Ф             | -             | П             | -             | -     | -     | 2 / 6  | 21-4           |
| Прочие бывшие турниры 1 категории WTA |               |               |               |               |               |               |               |               |               |               |       |       |        |                |
| Чарлстон                              | -             | -             | -             | -             | П             | -             | П             | 1/2           | -             | -             | Н1К   | Н1К   | 2 / 3  | 14-1           |
| Берлин                                | -             | -             | 1/2           | П             | П             | -             | П             | Ф             | 1/2           | 3Р            | НП    | НП    | 3 / 7  | 28-4           |
| Москва                                | -             | -             | 2Р            | -             | -             | -             | -             | -             | -             | -             | Н1К   | Н1К   | 0 / 1  | 0-1            |
| Цюрих                                 | -             | -             | -             | 1/2           | П             | -             | -             | -             | П             | Н1К           | НП    | НП    | 2 / 3  | 10-1           |
| Статистика за карьеру                 |               |               |               |               |               |               |               |               |               |               |       |       |        |                |
| Проведено финалов                     | 1             | 0             | 6             | 6             | 11            | 5             | 5             | 10            | 11            | 4             | 2     | 0     |        | 61             |
| Выиграно турниров                     | 1             | 0             | 3             | 2             | 8             | 5             | 4             | 6             | 10            | 2             | 2     | 0     |        | 43             |
| В/П: всего                            | 33-10         | 36-15         | 60-18         | 52-21         | 75-11         | 35-4          | 34-5          | 60-8          | 63-4          | 16-4          | 32-8  | 2-1   |        | 530-116        |
| Σ % побед                             | 77 %          | 71 %          | 77 %          | 71 %          | 87 %          | 90 %          | 87 %          | 88 %          | 94 %          | 80 %          | 80 %  | 67 %  |        | 82 %           |

## История результатов матчей на выигранных турнирах Большого шлема и Олимпиаде
Открытый чемпионат Франции-2003
| Стадия  | Соперник (посев)   | Рейтинг | Счёт        |
| 1 раунд | Патриция Вартуш    | 82      | 6-3 7-5     |
| 2 раунд | Елена Костанич     | 109     | 6-2 6-2     |
| 3 раунд | Далли Рандриантефи | 83      | 6-1 6-1     |
| 4 раунд | Патти Шнидер (19)  | 18      | 6-3 2-6 6-2 |
| 1/4     | Чанда Рубин (8)    | 8       | 6-3 6-2     |
| 1/2     | Серена Уильямс (1) | 1       | 6-2 4-6 7-5 |
| Финал   | Ким Клейстерс (2)  | 2       | 6-0 6-4     |

Открытый чемпионат США-2003
| Стадия  | Соперник (посев)       | Рейтинг | Счёт           |
| 1 раунд | Анико Капрош (Q)       | 129     | 7-5 6-3        |
| 2 раунд | Сильвия Талая          | 70      | 6-1 6-2        |
| 3 раунд | Саори Обата            | 75      | 6-1 6-2        |
| 4 раунд | Динара Сафина          | 71      | 6-0 6-3        |
| 1/4     | Анастасия Мыскина (7)  | 10      | 6-2 6-3        |
| 1/2     | Дженнифер Каприати (6) | 7       | 4-6 7-5 7-6(4) |
| Финал   | Ким Клейстерс (1)      | 1       | 7-5 6-1        |

Открытый чемпионат Австралии-2004
| Стадия  | Соперник (посев)        | Рейтинг | Счёт        |
| 1 раунд | Оливия Лукашевич (WC)   | 870     | 6-0 6-0     |
| 2 раунд | Камиль Пен (Q)          | 168     | 6-1 6-4     |
| 3 раунд | Светлана Кузнецова (30) | 33      | 6-2 7-5     |
| 4 раунд | Мара Сантанджело (Q)    | 129     | 6-1 7-6(5)  |
| 1/4     | Линдсей Дэвенпорт (5)   | 5       | 7-5 6-3     |
| 1/2     | Фабиола Сулуага (32)    | 36      | 6-2 6-2     |
| Финал   | Ким Клейстерс (2)       | 2       | 6-3 4-6 6-3 |

Олимпиада-2004
| Стадия  | Соперник (посев)      | Рейтинг | Счёт        |
| 1 раунд | Барбора Стрыцова      | 66      | 6-3 6-4     |
| 2 раунд | Мария Венто-Кабчи     | 31      | 6-2 6-1     |
| 3 раунд | Николь Пратт          | 51      | 6-1 6-0     |
| 1/4     | Мэри Пирс             | 28      | 6-4 6-4     |
| 1/2     | Анастасия Мыскина (3) | 3       | 7-5 5-7 8-6 |
| Финал   | Амели Моресмо (2)     | 2       | 6-3 6-3     |

Открытый чемпионат Франции-2005
| Стадия  | Соперник (посев)        | Рейтинг | Счёт           |
| 1 раунд | Кончита Мартинес        | 45      | 6-0 4-6 6-4    |
| 2 раунд | Вирхиния Руано Паскуаль | 66      | 6-1 6-4        |
| 3 раунд | Анабель Медина Гарригес | 34      | 4-6 6-2 6-3    |
| 4 раунд | Светлана Кузнецова (6)  | 7       | 7-6(6) 4-6 7-5 |
| 1/4     | Мария Шарапова (2)      | 2       | 6-4 6-2        |
| 1/2     | Надежда Петрова (7)     | 9       | 6-2 6-3        |
| Финал   | Мэри Пирс (21)          | 23      | 6-1 6-1        |

Открытый чемпионат Франции-2006
| Стадия  | Соперник (посев)          | Рейтинг | Счёт    |
| 1 раунд | Марет Ани                 | 70      | 6-3 6-0 |
| 2 раунд | Анастасия Екимова         | 58      | 6-2 7-5 |
| 3 раунд | Татьяна Гарбин            | 72      | 6-4 6-0 |
| 4 раунд | Анастасия Мыскина (10)    | 11      | 6-1 6-4 |
| 1/4     | Анна-Лена Грёнефельд (13) | 14      | 7-5 6-2 |
| 1/2     | Ким Клейстерс (2)         | 2       | 6-3 6-2 |
| Финал   | Светлана Кузнецова (8)    | 10      | 6-4 6-4 |

Открытый чемпионат Франции-2007
| Стадия  | Соперник (посев)      | Рейтинг | Счёт    |
| 1 раунд | Елена Веснина         | 65      | 6-4 6-3 |
| 2 раунд | Тамира Пашек          | 72      | 7-5 6-1 |
| 3 раунд | Мара Сантанджело (28) | 31      | 6-2 6-3 |
| 4 раунд | Сибиль Баммер (20)    | 25      | 6-2 6-4 |
| 1/4     | Серена Уильямс (8)    | 8       | 6-4 6-3 |
| 1/2     | Елена Янкович (4)     | 5       | 6-2 6-2 |
| Финал   | Ана Иванович (7)      | 7       | 6-1 6-2 |

Открытый чемпионат США-2007
| Стадия  | Соперник (посев)       | Рейтинг | Счёт       |
| 1 раунд | Юлия Гёргес (Q)        | 145     | 6-0 6-3    |
| 2 раунд | Цветана Пиронкова (Q)  | 130     | 6-4 6-0    |
| 3 раунд | Екатерина Макарова (Q) | 156     | 6-0 6-2    |
| 4 раунд | Динара Сафина (15)     | 16      | 6-0 6-2    |
| 1/4     | Серена Уильямс (8)     | 9       | 7-6(3) 6-1 |
| 1/2     | Винус Уильямс (12)     | 14      | 7-6(2) 6-4 |
| Финал   | Светлана Кузнецова (4) | 4       | 6-1 6-3    |

## Призовые за время выступлений вWTAтуре
| Год        | Титулы на ТБШ | Одиночные титулы WTA | Всего одиночных титулов | Призовые ($) | Место в рейтинге призовых |
| ---------- | ------------- | -------------------- | ----------------------- | ------------ | ------------------------- |
| 2001       | 0             | 3                    | 3                       | 998,704      | 8                         |
| 2002       | 0             | 2                    | 2                       | 1,213,093    | 6                         |
| 2003       | 2             | 6                    | 8                       | 3,667,430    | 2                         |
| 2004       | 1             | 4                    | 5                       | 1,570,656    | 8                         |
| 2005       | 1             | 3                    | 4                       | 1,705,173    | 6                         |
| 2006       | 1             | 5                    | 6                       | 4,204,810    | 1                         |
| 2007       | 2             | 8                    | 10                      | 5,429,586    | 1                         |
| 2008       | 0             | 2                    | 2                       | 458,470      | 37                        |
| 2010       | 0             | 2                    | 2                       | 1,401,960    | 11                        |
| За карьеру | 7             | 36                   | 43                      | 20,863,335   | 9                         |

## Интересные факты
- В честь бельгийки назван астероид — (11948) Жюстинэнен.